# 一九四九之劫後英雄傳
《一九四九之劫後英雄傳》是1994年上映的一部香港電影，由潘文傑執導，呂良偉、郑则仕領銜主演。

## 故事大綱
在1949年，共產黨席捲全中國，是韓敬山及平民的故事。

## 演員
| 演員   | 角色   | 備注                                                                             | 粵語配音 |
| 呂良偉 | 韓敬山 | 前第85軍軍長 14K創始人 影射葛肇煌                                                | 朱子聰   |
| 鄭則仕 | 高福球 | 探長 警隊的老前輩 影射劉福                                                       | 鄭則仕   |
| 張衛健 | 常謝地 | 武馆二代，招摇撞骗，古靈精怪， 常谢天之弟                                        | 張衛健   |
| 莉     | 常謝天 | 武馆二代，男人婆， 常谢地之姐，后与韩敬山相恋                                    | 陳敏兒   |
| 林威   | 范庭孫 | 黑幫老大 韓敬山之老大 最后被驅逐出境                                             |          |
| 湯鎮業 | 馮定國 | 前第85軍排長 韓敬山发小， 范庭孫之手下，得知妻子另寻他人后自殺                   | 湯鎮業   |
| 林澤池 | 張英才 | 韓敬山手下                                                                       | 陳永信   |
| 何家駒 | 鬼王鷹 | 洪門老大，傲慢貪心，與韓敬山及范庭談判讓出地盤后反悔，之後被韓敬山威脅才談判成功 | 周志輝   |
| 陳志輝 |        | 鬼王鷹手下                                                                       | 黃志明   |
| 王青   | 衛三豹 | 高福球之天敵 后殺死李先生                                                        | 王青     |
| 張耀揚 | 李自兵 | 黑幫老大，和高福球合作 後改投范庭孫一起合作做白粉生意 後被衛三豹殺害             | 張耀揚   |
| 關海山 | 常勝   | 常謝地、常謝天之父                                                               | 源家祥   |
| 黃一飛 | 黃師傅 | 毒販，毒品提煉技師 被常謝地騙走被擄                                              |          |
| 曾光展 | 楊主任 | 國民政府 替韓敬山等人安排回去台灣                                                | 黃志明   |
| 林仲岐 | 阿七   |                                                                                  | 高翰文   |

## 相關連結
- 葛肇煌、劉福：現實中故事原型人物

## 外部連結
- 互联网电影数据库（IMDb）上《一九四九之劫後英雄傳》的资料（英文）
- 香港影庫上《一九四九之劫後英雄傳》的資料（繁體中文）